# Meszes Lajos
Meszes Lajos (Dorog, 1924. augusztus 28. –) labdarúgó, sporttörténetíró.

## Pályafutása
A 4 polgári elvégzése után, esztergályos, marós, köszörűs szakmát tanult. Dolgozott gyártás előkészítőként, osztályvezetőhelyettesként az Esztergomi Marógépgyárban. 1945 a MADISZ dorogi vezetőjeként részt vesz a második világháborús károk helyreállításában. Az 1950-es években kultúriskolát vezetett Budapesten és Komáromban. Később Esztergomba, majd 1999-ben Kisternyére költözött.

### A sport
Sportpályafutása és sportírói tevékenysége köti Doroghoz legjobban. 1949-ben  ifjúsági és utánpótlás válogatott volt. 1938 és 1950 között a Dorogi AC, a Dorogi Tárna és a Dorogi Bányász csatára, szerepelt az NBI jutott keretben is. 1950 és 1954 között Esztergomban is futballozott, közben edzői oklevélre is szert tett. 2005-ben és 2007-ben jelent meg a dorogi sporttörténet feldolgozó könyvsorozatának első két része.

## Kitüntetés
- Dorogiak Dorogért (2007)